# 鼻毛橋

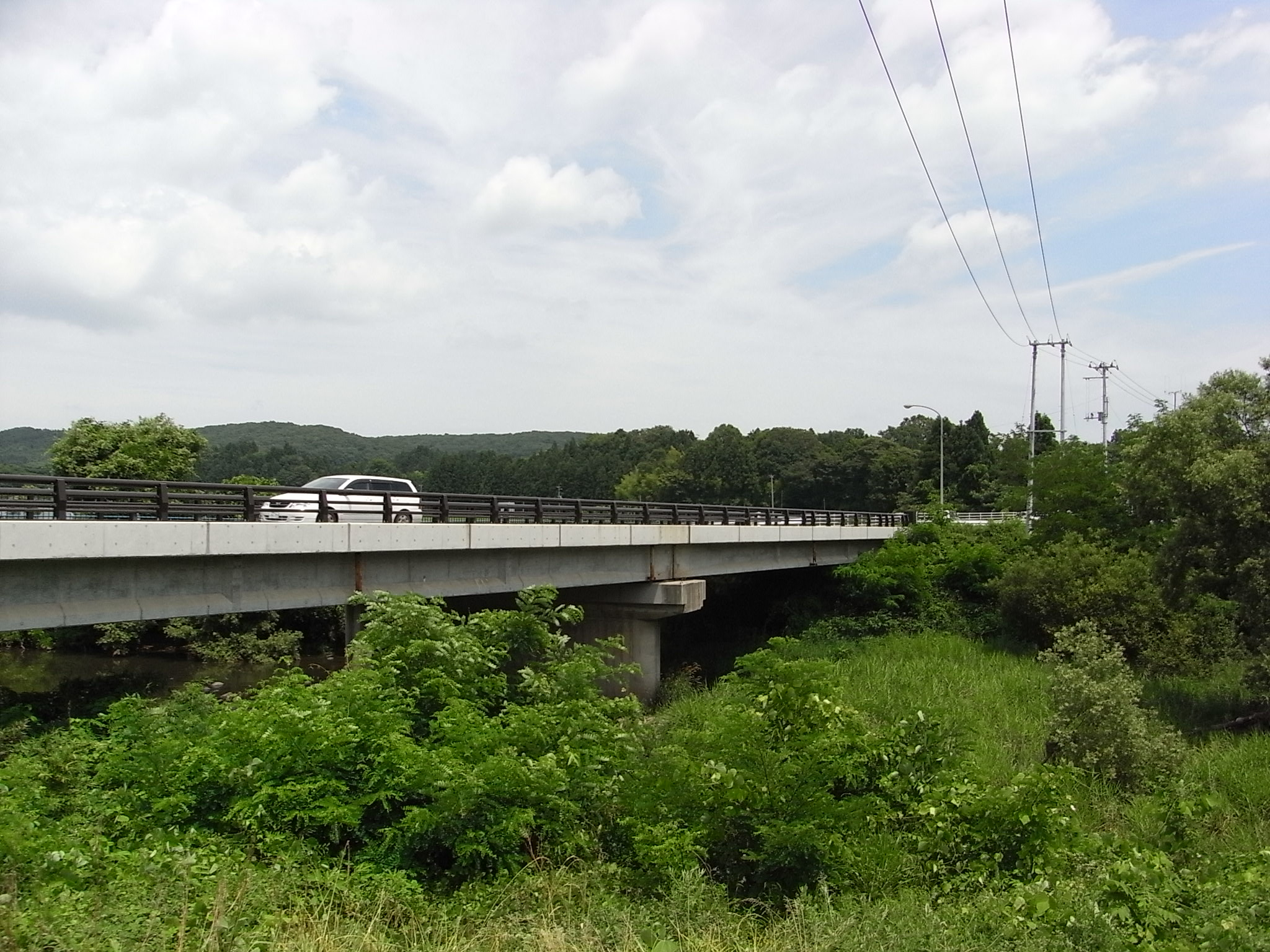
橋の南西側から（2008年7月）

鼻毛橋（はなげはし）は、日本の宮城県仙台市泉区にある橋で、七北田川にかかり、宮城県道35号泉塩釜線を通す。現在の橋は1980年に造られたPCT桁橋で、長さ84.3メートル、幅9.5メートル。
北西から南東に流れる七北田川の中流部に架けられた橋である。泉区の小角と実沢の境にあり、北が小角、ほかの三方は実沢にあたる。鼻毛は小角の小字である。
珍妙な名で知られるが、江戸時代の七北田宿や現代の泉中央から西方に伸びる道の要点として、地域の交通で重要な役割を果たしている。江戸時代には長さ12間、幅2間の土橋であった。1929年（昭和4年）に、七北田川最初のコンクリート橋が架けられた。1980年（昭和55年）に現在の橋が架けられた。

## 水質
2018年度の調査では、生物化学的酸素要求量(BOD)75%値は 1.2 mg/Lであった。環境基準類型A（2.0以下）を満たす程度に良い水質である。